# Labe (Jindřichov)
Labe (německy Elba) je základní sídelní jednotka obce Jindřichov v okrese Šumperk v Olomouckém kraji.

## Historie
Osada byla založena v roce 1563 osadníky z Vrchlabí. Původní název Elba, vznikl špatným překladem názvu místa, odkud osadníci pocházeli (Vysoká elba). Od 18. ledna 1950  se osada jmenovala Labe. Až do roku 1976 patřila k Novým Losinám. Poté došlo k jejímu úřednímu zrušení a sloučení Nových Losin s Jindřichovem.

## Obyvatelstvo
|           | 1869 | 1880 | 1890 | 1900 | 1910 | 1921 | 1930 | 1950 | 1961 | 1970 | 1980 | 1991 | 2001 | 2011 |
| --------- | ---- | ---- | ---- | ---- | ---- | ---- | ---- | ---- | ---- | ---- | ---- | ---- | ---- | ---- |
| Obyvatelé | 279  | 270  | 289  | 279  | 361  | 321  | 286  | 59   | 45   | 11   | —    | —    | 2    | 15   |
| Domy      | 42   | 43   | 48   | 52   | 53   | 55   | 55   | 50   | —    | 4    | —    | —    | 2    | 7    |

## Obecní správa
Při sčítání lidu v letech 1869–1950 vesnice pod názvem Elba patřila jako osada k Novým Losinám. Jejich částí byla ještě roku 1976 a později status části obce ztratila a stala se součástí obce Jindřichov.